# Джоджо Заека
 Тази статия е за американския филм.  За книгата вижте Джоджо заека.  
„Джоджо Заека“ (англ. Jojo Rabbit) е комедийно-драматичен филм – копродукция между Съединените щати, Нова Зеландия и Чехия от 2019 година, чийто сценарий е базиран върху романа Caging Skies на Кристина Льоненс. Режисьор и сценарист на продукцията е Тайка Уайтити, който също така участва във филма, пресъздавайки гротескна версия на Хитлер – въображаемия приятел на Йоханес „Джоджо“ Белцер (Роман Грифин Дейвис). Актьорският състав включва още: Скарлет Йохансон, Томасин Макензи, Сам Рокуел, Ребел Уилсън, Стивън Мърчант.
Премиерата на филма се състои на 18 октомври 2019 г. в САЩ, като преди това продукцията печели голямата награда на 44-ия Международен филмов фестивал в Торонто. Въпреки че в 92-то издание на наградите Оскар не успява да се пребори с „Паразит“ в надпреварата за „Най-добър филм“, „Джоджо Заека“ печели наградата в категорията „Най-добър адаптиран сценарий“.

## Сюжет
Внимание:  Текстът по-долу разкрива сюжета на произведението (или части от него)!
Филмът разказва историята на десетгодишния Йоханес Белцер, по прякор „Джоджо“, който живее в Германия по времето на последния етап от Втората световна война и членува в „Юнгфолк“ – младежката секция на организацията „Хитлерюгенд“ (Хитлерова младеж). В резултат от пропагандата на нацисткия режим момчето е силно увлечено от нацистката идеология и често споделя своите вълнения с въображаемия си приятел Адолф – гротескна версия на Адолф Хитлер. Джоджо живее само с майка си Роузи, тъй като баща му е някъде на фронта в Италия, а по-голямата му сестра Инге е починала преди време. Той и приятеля му Йорки са изпратени на тренировъчен лагер на „Юнгфолк“. Обучението е ръководено от капитан Кленцердоф – военен, който по врме на войната губи едното си око и затова е изтеглен от фронта и принуден да ръководи „Хитлерюгенд“.
В един от дните за тренировки, обучители от „Хитлерюгенд“ поставят на Йоханес задача да скърши врата на жив заек, но той отказва да го извърши. Всички присъстващи започват да му се присмиват, давайки му прякора „Джоджо Заека“. Унижен, той бяга навътре в гората, за да се скрие от подигравките им. Там разговаря с въображаемия си приятел Адолф, който го мотивира да докаже смелостта и готовността си да бъде предан войник. В опиянението от тази мисъл, момчето се втурва обратно на тренировката, грабва една граната от ръката на Кленцендорф, но в опита си да я хвърли надалеч, тя рикошира в едно дърво и се взривява в краката на Джоджо.
След инцидента Йоханес вече не е същият – накуцва леко с единия крак и лицето му е в белези, което го прави негоден за военна служба. Затова майка му го води отново при капитан Кленцендорф, настоявайки той да приеме Джоджо обратно в организацията, като е достатъчно да му дава леки задачи, с които той да се чувства полезен. Така момчето започва да разпространява пропагандни листовки и да събира старо желязо от домакинствата в помощ на армията.
Когато един ден Джоджо се прибира у дома, чува странен шум от стаята на сестра си. След като се уверява, че там няма никого, той влиза, за да погледне снимката на Инге, но приближавайки се до стената вижда, че в нея има процеп. С помощта на нож той открехва тайна врата и така открива Елза – момиче от еврейски произход, което майката на Йоханес е скрила в дома им. Шокът за момчето е огромен, но той бързо разбира, че не може да разкаже на никого за присъствието на девойката, тъй като той и майка му ще бъдат обвинени и най-вероятно убити за това. Също така двамата сключват сделка да не разкриват пред Роузи, че се познават, защото това би я провокирало да изгони момичето, за да защити Йохан от нацистите. Така двете деца започват да се виждат периодично в стаята на Инге, като целта на Джоджо е да разбере повече за евреите и техните „зли способности“, за които е чувал хиляди легенди от страна на нацистите, и после да опише всичко в своя дневник. Въпреки че в началото момчето е предубедено спрямо Елза и еврейския ѝ корен, постепенно разбира, че всъщност тя не е лош човек и дори започва да се влюбва в нея. За съжаление девойката споделя, че има годеник, който я очаква в Париж.
Отношенията между двамата водят до все по-чести конфликти между Йохан и въображаемия Адолф. А освен споровете със своя приятел, момчето води спорове и с майка си, която е негативно настроена спрямо идеологията на нацистка Германия и дори се радва, че съюзниците приближават и войната скоро може би ще завърши в тяхна полза. В един от дните, когато събира старо желязо, маскиран като тенекиен човек, Джоджо вижда майка си тайно да разпространява листовки срещу нацизма.
Скоро Гестапо прави изненадваща проверка на дома им и влиза, за да претърси къщата. В инспекцията се включва изненадващо и капитан Кленцендорф. За да скрие коя е всъщност, Елза се представя за сестрата на Йохан. Когато изискват от нея да покаже документите си, капитанът я хваща в лъжа, но прикрива истината от Гестапо. Така уж всичко приключва благополучно, докато Джоджо не открива майка си обесена на площада за наказание от страна на нацистите. Скърбящ и уплашен той прави опит да убие Елза, но само я ранява леко с ножа си. След тази случка те стават още по-близки и се утешават взаимно за загубата.
В следващите дни военните действия на територията на града се засилват. Йохан среща Йорки на улицата. От него научава, че Хитлер се е застрелял, а градът е обсаден от американски и руски войски, които всеки момент ще нахлуят в селището. В последни отчаяни опити да се защитят, възрастни жители, както и децата от „Юнгфолк“ се включват в битката. Джоджо облича куртката на един мъртъв германски войник, за да не бъде застрелян по погрешка от немските сили и бяга, за да намери убежище в едни руини. След като всичко утихва, той излиза на улицата, където американски войници вече размахват победно знамената си.
На път към дома си Йохан е заловен от съветски войник, който го повежда заедно с други германски пленници към един двор. Там момчето вижда капитан Кленцендорф, който изказва съболезнования за майката на детето, а след това, за да спаси живота му, бързо съблича куртката от гърба на Джоджо и започва да го нарича евреин. Виждайки тази сцена, съветският войник гони Йохан далеч от пленниците и заповядва да заведат капитана някъде. Отдалечавайки се от мястото, Джоджо чува зад гърба си изстрели.
Героят се втурва към дома си, за да разкаже всичко на Елза, но в последния момент се разубеждава от страх, че тя ще си тръгне и той ще остане сам. Затова я лъже, че Германия е спечелила войната. Малко след това обаче, осъзнавайки какво ѝ причинява, той решава да разкрие любовта си и да изведе момичето. След признанието за чувствата си Джоджо разбира, че годеникът на Елза е починал от туберколоза и че тя също го обича, макар и като по-малък брат. Двамата излизат на улицата, където тя вижда истинската ситуация и осъзнава свободата си. Като знак за тази свобода и щастието, което изпитват, двамата започват да танцуват.

## В ролите
| Изпълнител          | Роля                    |
| ------------------- | ----------------------- |
| Роман Грифин Дейвис | Йоханес „Джоджо“ Бецлер |
| Томасин Макензи     | Елза                    |
| Скарлет Йохансон    | Роузи Бетцлер           |
| Сам Рокуел          | капитан Кленцендорф     |
| Тайка Уайтити       | Адолф Хитлер            |
| Ребел Уилсон        | фройлейн Рам            |
| Стивън Мърчант      | Херман Дирц             |
| Алфи Алън           | Фреди Финкел            |
| Арчи Йейтс          | Йорки                   |

## Продукция
Режисьорът Тайка Уюайтити се запознава с романа Caging Skies на Кристина Льоненс през 2010 г. Той счита, че има твърде много истории за Втората световна война, като всички те са представяни от позицията на войници или оцелели, свързани единствено с военните действия, но не и с живота извън бойното поле. Желанието му да адаптира романа идва също и от спомена за дядо му, който се е борил срещу нацизма.
Уайтити работи по реализацията на продукцията, съзнавайки, че тя засяга тема табу, но това само го мотивира да бъде по-смел в нестандартния прочит на този исторически период. Самият той казва, че филмът е „любовно писмо до всички майки“.
Снимачният процес започва на 28 май 2018 г. и продължава до февруари 2019 г. Снимките се провеждат в различни градове като Прага, Жатец, Уштек, Китин, Хоржин и други. Военните сцени за заснети в бивша захарна фабрика в чешкия град Ленешице.
През март 2018 г. става ясно, че самият Уайтити ще изиграе ролята на Адолф – въображаемият приятел на Джоджо, който е сборен образ на неговия баща и Хитлер. В края на март в продукцията се включва и Скарлет Йохансон, която играе ролята на Роузи – майката на главния герой. Месец по-късно към проекта се присъединява и Сам Рокуел, който поема образа на капитан Кленцендорф – ръководител на младежкия нацистки лагер. През май 2018 г. Роман Грифин Дейвис е избран за главната роля на Йохан „Джоджо“ Бецлер, а Томасин Маккензи за ролята на еврейското момиче. Юни месец същата година актьорският състав е допълнен от Алфи Алън (който играе Финкел) и Стивън Мърчант, който пресъздава образа на агент от Гестапо.
Оператор е Михай Малаймаре, който се включва в проекта, докато паралелно снима филм в Атланта. Работата му е вдъхновена от няколко документални филма и една продукция за Втората световна война, в която кадрите са по-цветни и ярки, отколкото типичните за този тип филми ненаситени цветове. За контраст обаче Малаймаре все пак включва и по-бледи кадри, които да отразяват емоционалното състояние на Джоджо в меланхоличните сцени.

## Разпространение
Премиерата на филма по кината се състои на 18 октомври 2019 г. в САЩ, но преди това, през септември месец е представен на няколко големи кинофестивала, между които Международния филмов фестивал в Торонто и Fantastic Festival. Премиерата му за Нова Зеландия е на 24 октомври 2019 г.
На българска територия продукцията се разпространява в кината от 31 януари 2020 г., благодарение на Александра филмс, но няколко месеца по-рано е прожектиран като част от програмата на Киномания.

## Награди и номинации
2020 – Награда Оскар:
- Оскар за най-добър адаптиран сценарий и 5 номинации: Най-добър филм, Най-добра поддържаща женска роля (Скарлет Йохансон), Най-добър дизайн на продукция (Ра Винсент, Нора Сопкова), Най-добър монтаж (Том Игълс), Най-добри костюми (Мейс Рубео ).

2020 – Награда BAFTA:
- „Най-добър адаптиран сценарий“ (Taika Waititi), както и 5 номинации: Най-добра поддържаща женска роля (Скарлет Йохансон), Най-добра оригинална музика (Майкъл Джакино), Най-добър дизайн на продукция (Ра Винсент, Нора Сопкова), Най-добър монтаж (Том Ийгълс), Най-добри костюми (Mais Rubeo).

2020 – наградите Златен глобус: :
Най-добър филм – мюзикъл или комедия, Най-добър актьор в комедия или мюзикъл (Роман Грифин Дейвис)
Номинации 
- 2021 – 4 номинации за наградата „Сатурн“: Най-добър международен филм, Най-добър млад актьор (Роман Грифин Дейвис), Най-добър дизайн на продукция (Ра Винсент), Най-добри костюми (Маис Рубео)